# Республиканская детская библиотека Республики Дагестан имени Нуратдина Юсупова
Республиканская детская библиотека Республики Дагестан имени Нуратдина Юсупова располагается в городе Махачкала, на улице Ирчи Казака 10.

## История
Махачкалинская городская детская библиотека была основана в 1968 году и официально открыта в 1971 году. На торжественное открытие были приглашены известные детские писатели из Москвы, Кабардино-Балкарии, Татарстана, Таджикистана, Молдавии и Болгарии. В торжественной обстановке, честью перерезать красную ленту удостоились известные детские писательницы Агния Барто и Мария Прилежаева.
В фонд библиотеки входят новые газеты и журналы, научно-популярная литература, произведения отечественной и зарубежной художественной литературы, книги в помощь образованию, видеокассеты с мультипликационными и научно-популярными фильмами, аудиокассеты, наборы диапозитивов, слайдов, грампластинки, наборы открыток, плакатов, настольные игры.
Объём фонда свыше 99 тысяч единиц хранения.
Ежегодно библиотека обслуживает свыше 16000 человек. Книговыдача составляет более 390 тысяч экз. Количество посещений свыше 165 тысяч в год.
18 февраля 2004 года Указом Государственного Совета Республики Дагестан библиотеке присвоили имя дагестанского детского писателя, известного лакского писателя Юсупова Нуратдина Абакаровича.